# リチャード・オブ・コニスバラ
第3代ケンブリッジ伯リチャード・オブ・コニスバラ（Richard of Conisburgh, 3rd Earl of Cambridge、 1385年7月頃 - 1415年8月5日）は、イングランドの王族。ケンブリッジ伯（1414年 - 1415年）。エドワード3世の五男であるヨーク公エドマンド・オブ・ラングリーの次男で、母はカスティーリャ王ペドロ1世の娘イザベラ。ヨーク公エドワード・オブ・ノリッジの弟。ヨークシャーのコニスバラ城で生まれたことからこの名で呼ばれる。

## 前半生
リチャードの生誕・受洗の年月日を伝える確実な記録は現存せず、1375年頃の生まれとの後世の記録もあるが、リチャードの名付け親リチャード2世は1375年時点で8歳（しかも即位前）であるため、リチャード2世がヨークに滞在した1385年7月頃の誕生と考えられている。また、生誕の記録がないことや父および兄から遺産相続をなされなかった不自然さから、リチャードは非嫡出子で実父はエクセター公ジョン・ホランド（リチャード2世の異父兄）であったとする説もある。
リチャードは父ヨーク公エドマンドに遺産相続を認められなかったが、母イザベラの遺言とリチャード2世への進言により1393年、母の遺産をリチャード2世の計らいで相続し、以降毎年年金を給付されることになった。しかし、リチャード2世の譲位ののち年金給付は差し止められ、1404年以降はオーウェン・グレンダワーの反乱鎮圧などに尽力するも、1406年に騎士に叙位された程度で長らくランカスター朝下で冷遇されることになる。なお、同年リチャードはデンマーク王エーリク7世に嫁ぐヘンリー4世の王女フィリッパに付き添い、使節としてデンマークに派遣された。その際スクループ卿と懇意になったため、後にリチャードはランカスター朝への陰謀事件に加わることになったともいわれる。
リチャードは1408年にマーチ伯ロジャー・モーティマーの娘で伯父クラレンス公ライオネル・オブ・アントワープの曾孫であるアン・モーティマーと結婚した。これにより、リチャードは子のない義弟マーチ伯エドマンド・モーティマーのマーチ伯爵位の推定相続人に指名された（1411年には嫡男リチャード・プランタジネットが誕生）。なお、アンの伯母エリザベスはヘンリー・パーシー（ホットスパー）と結婚している。
1414年の議会において、リチャードはヘンリー5世によって兄ヨーク公エドワードが持つケンブリッジ伯に叙されたことで、ようやく兄同様の貴族となった。しかし、爵位が与えられた一方で所領は与えられず、ヘンリー5世のフランス遠征に参加する予定の貴族の中で「最も貧乏な伯爵」（the poorest of the earls）として軍資金や軍勢の徴収に窮することになる。

## サウサンプトンの陰謀事件
爵位に見合う所領やその他贈与が与えられなかったことで、ケンブリッジ伯リチャードは国王に不満を抱き、大蔵卿に昇進していた同輩のスクループ卿を首謀者とする国王暗殺計画に参加した。スクループ卿の陰謀計画は、ヘンリー5世を暗殺したのちケンブリッジ伯の義弟マーチ伯を王位に就けるという内容で（かつてリチャード2世はエドマンドの父ロジャーを王位継承者に指名していた）、ケンブリッジ伯は娘婿の大諸侯トマス・グレイ卿を味方に引き入れたのち、本拠地・コニスバラ城から南進してウィンチェスターに至り、近郊にある自邸でスクループ卿らと陰謀計画を進めた。計画は、北方をノーサンバランド伯（グレイ卿と親戚関係にあった）、西部をマーチ伯、ウェールズをグレンダワーの協力を得て制圧し、さらに逃亡中のロラード派指導者オールドカースルやスコットランドの協力をも取り付けるという全国規模の壮大なものであった。計画立案の過程でマーチ伯にも陰謀が打ち明けられたが、陰謀の失敗を恐れたマーチ伯が暗殺実行前日の7月31日にポーチェスター城滞在中のヘンリー5世に知らせたため、陰謀は露顕することになった。
フランス渡航直前のヘンリー5世は陰謀を重く受け止め、迅速に行動した。翌8月1日にケンブリッジ伯らはサウサンプトンに集結していたフランス遠征軍に紛れていたものの拘束・収監され、グレイ卿は翌日の裁判で全てを告白したのち即日斬首刑に処された。ケンブリッジ伯とスクループ卿も貴族列席の裁判にかけられ、8月5日、ケンブリッジ伯は斬首刑に、陰謀首謀者のスクループ卿は絞首刑ののち四つ裂き・梟首に処された。一連の事件はサウサンプトンの陰謀事件と呼ばれる（陰謀を密告したマーチ伯と、既にランカスター朝への祖父と父の反逆罪を赦されていたノーサンバランド伯が罪に問われることはなかった）。

## 死後
陰謀事件があった1415年の10月に、兄ヨーク公エドワードも子供の無いままアジャンクールの戦いで戦死したため、その所有財産をケンブリッジ伯の遺児リチャードが継承した（後年になりヨーク公爵位も継承）。後にイングランド王に即位したエドワード4世とリチャード3世の兄弟は、ヨーク公リチャード・プランタジネットの子であり、リチャード・オブ・コニスバラの孫にあたる。

## 子女
アン・モーティマーとの間に2男1女をもうけた。
- イザベラ（1409年 - 1484年） - 最初にトマス・グレイ卿と結婚し、グレイ卿の刑死後、初代エセックス伯ヘンリー・バウチャーと結婚し11子をもうけた。
- ヘンリー・オブ・ヨーク（夭逝）
- リチャード（1411年 - 1460年） - 第3代ヨーク公

アン・モーティマーの死後、リチャードは1411年にクリフォード男爵ジョン（ヘンリー・パーシーの娘婿）の姉モード・クリフォード（1389年頃‐1446年。ラティマ―男爵ジョン・ネヴィルの未亡人）と結婚し、1女をもうけた。
- アリス（1411年？- 1437年） - サー・トマス・マスグレイヴと結婚。子はなし。